# Tiranosaur
Tiranosaur (lat. Tyrannosaurus, u prijevodu „gušter tiranin”) rod izumrlih dinosaura mesoždera. Pripadao je tiranosauridima (tyrannosauridae), obitelji Celurosauridnih teropodnih dinosaura. Čini ga samo jedna vrsta, a to je Tyrannosaurus rex ili skraćeno T. rex. Nastali su kao rod u doba kasne jure prije oko 150 milijuna godina, a vrsta Tiranosaur rex u razdoblju kasne krede prije oko 70 milijuna godina i postojali do nestanka dinosaura prije 65 milijuna godina. Smatra se jednim od najpoznatijih dinosaura u popularnoj kulturi. Prvi fosil tiranosaura otkriven je 1902. godine u SAD-u.

## Opis
Bili su dugi oko 12 metara i visoki oko 6 metara, a masa im je bila između 7 – 8 tona. Hodali su na dvije stražnje noge u obliku stupova s tri prsta te četvrtim koji nije dosezao tlo. Imali su male i nerazvijene prednje udove. Međutim, na snažnom i razvijenom vratu nalazila se ogromna glava s čeljustima punih golemih zubi koji su im služili za lomljenje kosti. Lubanja je dosezala duljinu do 1,5 metara s brojnim oštrim zubima koji su dostizali dužinu do 25 centimetara, a zajedno s kandžama na zadnjim udovima činili ubojito oružje ovog mesoždera. Vid im je bio vrlo dobro razvijen što je i mogući dokaz da nije bio strvinar. Imali su izrazito razvijeo osjetilo mirisa. Smatra se da su mogli potrčati brže od 35 km/h.
Opće se prihvaća da su bili lovci, koji su napadali sve biljoždere oko sebe. Neki pak tvrde da su bili spori i nespretni, te u mogućnosti uloviti samo vrlo spore životinje, dok drugi smatraju da je riječ o strvinarima.

## Rasprostranjenost i stanište
Najveći broj fosila roda tiranosaurida i posebno Tiranosaura rexa pronađeni su u Sjevernoj Americi, osobito na području Montane te u Južnoj Dakoti i Wyomingu u SAD-u. Ranije vrste živjele su vjerojatno u Aziji odakle su se preselile u Sjevernu Ameriku.

## U popularnoj kulturi
Sama pojava tiranosaura izaziva veliki strah, a kada se na to sve dodaju razne informacije o njegovoj agresivnosti dobiva se savršen lik za horor film. Upravo to je iskorišteno u filmu Jurski park, gdje tiranosaur predstavlja krvoločnu zvijer koja je dospjela na slobodu.

## Vanjske poveznice
- Tiranosaur – Hrvatska enciklopedija
- Tiranosaur – Britannica Online (engl.)
- Tiranosaur rex – Britannica Online (engl.)
- (engl.) Tiranosaur rex – encyclopedia.com